# Adzjida
Adzjida (en georgiano: აძხიდა; en abjasio: Аӡхыда, romanizado: Adjyda) es una aldea que pertenece a la parcialmente reconocida República de Abjasia, dentro del distrito de Tkvarcheli, aunque de iure es parte del municipio de Ochmachire de la República Autónoma de Abjasia de Georgia.

## Geografía
Adzjida se encuentra aguas arriba del río Ojoyi, a 32 km de Ochamchire. La aldea se administra desde el pueblo de Agubedia.   